# Dino Staffa

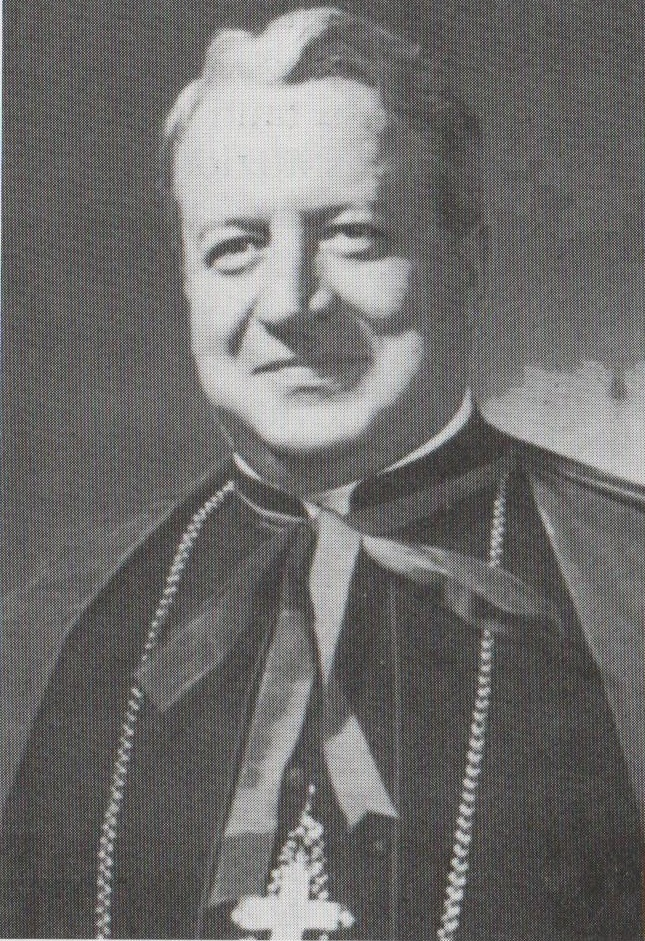
Erzbischof Dino Staffa (ca. 1960)

Dino Kardinal Staffa (* 14. August 1906 in Santa Maria in Fabriago, Italien; † 7. August 1977 in Rom) war ein italienischer Geistlicher und Kurienkardinal der römisch-katholischen Kirche.

## Leben
Nach der Schulzeit in Imola studierte Dino Staffa Katholische Theologie und Philosophie am Päpstlichen Regionalseminar „Benedikt XV.“ in Bologna an der Theologischen Fakultät Bologna, wo er zum Dr. theol. promoviert wurde, sowie am Päpstlichen Athenaeum „Sant’Apollinare“, wo er zum Dr. iur. utr. promovierte. Am 25. Mai 1929 empfing er durch Bischof Paolino Giovanni Tribbioli OFMCap das Sakrament der Priesterweihe und arbeitete anschließend zwei Jahre lang als Seelsorger im Bistum Imola, ehe er zwecks weiterführender Studien von 1931 bis 1933 freigestellt wurde. In den Jahren 1933 bis 1950 war er Seelsorger in Rom und Professor für Geschichte des Kanonischen Rechts an der Päpstlichen Lateranuniversität. Ab 1944 war er zudem Auditor der Römischen Rota.
Am 18. Dezember 1958 übertrug ihm Papst Johannes XXIII. das Amt des Sekretärs der für die Priesterseminare und Universitäten zuständigen Studienkongregation. Am 3. September 1960 wurde Dino Staffa von Johannes XXIII. zum Titularerzbischof von Caesarea in Palaestina ernannt. Die Bischofsweihe spendete ihm der Papst selbst am 28. Oktober 1960; Mitkonsekratoren waren Erzbischof Diego Venini, Almosenier Seiner Heiligkeit, und Benigno Carrara, Bischof von Imola.
Staffa nahm in den Jahren 1962 bis 1965 am Zweiten Vatikanischen Konzil teil. Dort setzte er sich – gegen die große Mehrheit der Konzilsväter – vehement dafür ein, dass das Lateinische die einheitliche Liturgiesprache bleiben solle. 1967 erhielt er die Ernennung zum Pro-Präfekten des Obersten Gerichtshofs der Apostolischen Signatur. Im Juni 1967 nahm ihn Papst Paul VI. als Kardinalpriester mit der Titelkirche Sacro Cuore di Cristo Re in das Kardinalskollegium auf und ernannte ihn zum Präfekten des Obersten Gerichtshofs der Apostolischen Signatur. Am 24. Mai 1976 wurde er Kardinalpriester mit der Titelkirche Santa Maria sopra Minerva.
Dino Staffa starb am 7. August 1977 in Rom und wurde in der Gruft seiner Familie in Massa Lombarda bei Imola beigesetzt.